# Ікер Лосада
Ікер Лосада Арагунде (ісп. Iker Losada Aragunde, 1 серпня 2001, Катойра, Понтеведра) — іспанський галісійський футболіст, нападник клубу «Реал Бетіс».

## Клубна кар'єра
Він почав грати у футбол у Галісії, зокрема в молодіжних рядах клубу у своєму рідному місті Катойра, де він грав до 11 років і де швидко почав виділятися та привернути увагу деяких клубів. В результаті «Сельта» помітила цього гравця і залучила до своєї юнацької команди.
У сезоні 2018/19 він виступав в молодіжній команді, забивши 13 голів у чемпіонаті. Крім того у тому сезоні він грав у «Сельті Б», де він зіграв 4 ігри в Сегунді Б.
Через травму свого одноклубника Санті Міни його викликали до першої команди на перший тур Ла Ліги проти «Реала» (1:3), у якому 17 серпня 2019 року він забив гол і став першим гравцем «Сельти», який народився в XXI столітті і забив гол. Втім закріпитись у основній команді Лосада так і не зумів, продовжуючи здебільшого грати за резерв.
У липні 2023 року підписав контракт з «Расінгом». З цією командою він за наступний сезон провів 42 матчі у Сегунді, в яких забив дев'ять голів і віддав сім результативних передач.
6 липня 2024 року Ікер перейшов у «Реал Бетіс» і підписав з командою контракт на п'ять сезонів.

## Виступи за збірну
Виступав за юнацькі збірні Іспанії до 18 та 19 років.
31 травня 2024 року зіграв за збірну Галісії у товариському матчі проти Панами, який став першим матчем Галісії за вісім років і завершився поразкою 0:2.

## Досягнення
Особисті
- Гравець місяця Сегунда Дивізіону: грудень 2023[7]